# Toribio Almada
Toribio Almada (1840-1861), político  conservador mexicano.

## Biografía
Nació en la ciudad de Álamos el 21 de abril de 1840.Sin participación en los acontecimientos políticos del Estado de Sonora hasta agosto de 1861 en que se unió a la facción conservadora de don Antonio Esteves y figuró como segundo en jefe de la rebelión de Esteves. Vencidos en Hermosillo por las tropas liberales que comandaba el general Pesqueira fue a refugiarse a territorio chihuahuense. Aprehendido en el mineral de Uruachi fue entregado a las autoridades sonorenses que lo reclamaban, se le condujo a Álamos y fue fusilado el 29 de noviembre por órdenes del mencionado general. Se hicieron múltiples gestiones para arrancarlo del patíbulo, habiéndose estrellado ante la inflexibilidad del mandatario sonorense las lágrimas de la esposa, las súplicas del padre y demás familiares y las peticiones de todas las clases sociales con las que estaba relacionado. Desde entonces quedó abierto un abismo entre el padre y los hermanos de don Toribio Almada y el general Pesqueira, quien tropezó con una fuerte oposición cada vez que realizó sus sucesivas reeleciones al gobierno de Estado.